# Niall Quinn
Niall John Quinn, MBE (irisch Niall Seán Ó Cuinn, * 6. Oktober 1966 in Dublin, Irland) ist ein ehemaliger irischer Fußballspieler und war bis 2004 Rekordtorschütze der Nationalmannschaft. Von 2006 bis 2011 war er Präsident des englischen Vereins AFC Sunderland.

## Vereinskarriere
In der Jugend spielte Quinn, der zunächst gleichzeitig auch Gaelic Football spielte, für den Verein seines Dubliner Heimatviertels, Manortown United. 1983 nahm er ein Angebot an, nach England zu gehen, um für FC Arsenals Jugendteam zu spielen. 1986/87 kam Quinn, der als Stürmer spielte, zu seinen ersten Einsätzen für die Profi-Mannschaft der Londoner. Allerdings kam er bis 1989 in sechs Jahren nur zu 94 Einsätzen, bei denen ihm 20 Tore gelangen (davon 67 Ligaspiele (14 Tore)).
Im März 1990 wechselte der Ire für 800 000 Pfund zu Manchester City. Dort hatte Quinn eine erfolgreichere Zeit, in sechs Jahren kam er zu 245 Einsätzen und erzielte dabei 78 Tore. 1993/94 fiel er jedoch aufgrund einer Kreuzbandverletzung lange aus.
1996 wechselte er zu Sunderland AFC. Nachdem Quinn zunächst ein halbes Jahr verletzungsbedingt zu keinem Einsatz gekommen war, brachte er es für die Nordostengländer bis zum Ende seiner aktiven Karriere 2002 auf 203 Ligaspiele, in denen er 61 Tore erzielte. Dabei erzielte er in der Saison 1998/99 allein 21 Tore und verhalf seinem Verein damit zum Titel in der First Division und damit zum Wiederaufstieg in die Erstklassigkeit, d. h. die Premier League. Das letzte Spiel seiner Vereinskarriere war im Oktober 2002 gegen West Ham United.

## Nationalmannschaftskarriere
Niall Quinn wurde erstmals 1986 in die irische Fußballnationalmannschaft berufen. Er war im Kader für die EM 1988 in der Bundesrepublik Deutschland und kam dort zu einem Einsatz, beim Vorrundensieg Irlands über England im Stuttgarter Neckarstadion.
Bei der WM 1990 in Italien wurde Quinn viermal eingesetzt und erzielte ein Tor im Vorrundenspiel gegen die Niederlande.
Aufgrund einer schweren Verletzung fiel er für die WM 1994 aus. 2002 jedoch war Quinn bei der WM in Südkorea und Japan 35-jährig nochmals im Kader und wurde dreimal eingewechselt, in den Vorrundenspielen gegen Deutschland und Saudi-Arabien sowie im Achtelfinale gegen Spanien. Im selben Jahr beendete er seine Nationalmannschaftskarriere.
In 92 Spielen für Irland erzielte Niall Quinn 21 Tore. Sein letztes am 6. Oktober 2001, seinem 35. Geburtstag, machte ihn bis Oktober 2004 zum Rekordtorschützen seiner Nationalmannschaft, als er von Robbie Keane überholt wurde.

## Nach der aktiven Karriere
2006 übernahm Quinn Anteile an seinem ehemaligen Verein Sunderland AFC und wurde Präsident. Er war im selben Jahr auch für sechs Spiele Trainer, ehe er dieses Amt an seinen Landsmann Roy Keane abgab.

## Soziales Engagement
Quinn engagiert sich als Botschafter für Show Racism the Red Card.